# Mark Thompson (Medienmanager)

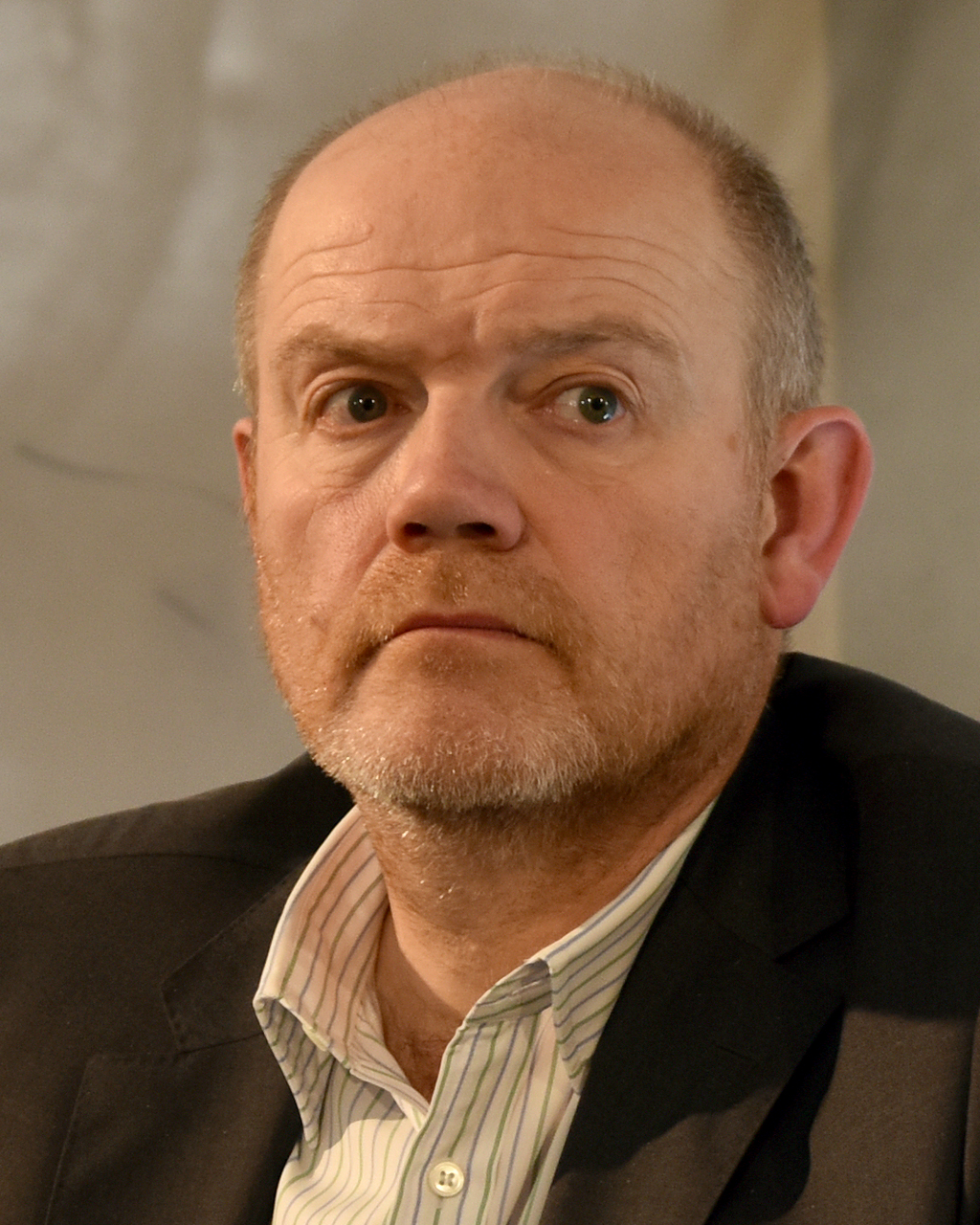
Mark Thompson (2019)

Mark Thompson (* 31. Juli 1957 in London) ist ein britischer Medienmanager. Er hatte von 2004 bis 2012 den Posten des Generaldirektors bei der BBC inne, war von November 2012 bis Herbst 2020 CEO der New York Times Company und ist seit Oktober 2023 CEO von CNN.

## Leben
Thompson verbrachte seine Kindheit in Hertfordshire. Nachdem er zunächst das Stonyhurst College besucht hatte, eine von Jesuiten geleitete Hochschule in Lancashire, wechselte er an das Merton College der University of Oxford und machte dort seinen Abschluss in Anglistik.
1979 kam er als Praktikant im Produktionsbereich zur BBC. Er wurde dort fester Mitarbeiter und war unter anderem daran beteiligt, das Verbrauchermagazin „Watchdog“ (ab 1981) und die Frühstücksfernseh-Show „Breakfast Time“ (ab 1983) ins Leben zu rufen. Weitere Stationen in der Sendeanstalt folgten, ehe er 1988 zum Chefredakteur der Hauptnachrichtensendung „BBC Nine O'Clock News“ aufstieg. Mit 30 Jahren war er der jüngste Inhaber dieses Postens in der BBC-Geschichte. 1990 wechselte er in gleicher Funktion zur investigativen Nachrichtensendung „Panorama“.
Ab 1996 war Thompson als Controller für die finanzielle Verwaltung von BBC Two verantwortlich. Später wurde er Director of National and Regional Broadcasting der BBC (1999–2000) sowie schließlich Programmdirektor (ab 2000). Zwischen 2002 und 2004 war er als Chief Executive für den Privatsender Channel 4 tätig, ehe er zur BBC zurückkehrte.
Seit 2012 ist Thompson CEO der The New York Times Company. 2017 wurde er in die American Philosophical Society gewählt. 
Von Anfang 2021 bis Sommer 2023 war er beim Axel Springer SE als Berater des Aufsichtsrats sowie des Vorstands tätig, wobei er dem Springer-Management verhalf, die internationale Wachstumsstrategie des Konzerns voranzutreiben.